# 483
483 (CDLXXXIII) je bilo navadno leto, ki se je po julijanskem koledarju začelo na soboto.

## Dogodki
- 1. januar

## Rojstva
- 11. maj - Justinijan I., bizantinski cesar († 565)